# 海萊久鄉
海萊久鄉（羅馬尼亞語：Helegiu）是羅馬尼亞的鄉份，位於該國東北部，由巴克烏縣負責管轄，處於布加勒斯特以北220公里，每年平均降雨量918毫米，海拔高度253米，2007年人口7,238。
海萊久鄉下轄四個村落：Brătila、Deleni、Drăgugești與Helegiu。